# Ochthebius subpictus subpictus
Ochthebius subpictus subpictus é uma subespécie de insetos coleópteros polífagos pertencente à família Hydraenidae.
A autoridade científica da subespécie é Wollaston, tendo sido descrita no ano de 1857.
Trata-se de uma subespécie presente no território português.